# 文昭皇后甄氏
甄夫人（しんふじん）は、魏の初代皇帝曹丕（文帝）の妻。冀州中山郡毋極県（現在の河北省無極県）の出身。父は甄逸。兄は甄豫・甄儼・甄堯。姉は甄姜・甄脱・甄道・甄栄。子は曹叡（明帝）・東郷公主。曹叡が即位すると、文昭皇后を追贈された。

## 生涯
父は上蔡県令で、甄氏は代々2千石の高官の家柄であった。幼き頃から聡明で、乱世にあって家族に慎ましやかな生活を説くなど、謹厳な性格の持ち主であった。
袁煕の妻となり、鄴に留め置かれ、袁紹（袁煕の父）の妻である劉夫人に仕えた。建安9年（204年）に曹操が鄴を攻め落とした時、曹丕は袁紹の屋敷に乗り込んだ、甄氏を見初めて自分の妻にしたという。
曹丕の寵愛を受け、曹叡（後の明帝）と娘の東郷公主（早世した）を産んだ。
しかし、曹丕の寵愛は次第に薄れていき、郭貴嬪（後の郭皇后）や李貴人・陰貴人に移っていった。黄初元年（220年）、曹丕の即位後も皇后に立てられなかった。更に山陽公劉協（後漢の献帝）の2人の娘たちが入内したこともあり、悲嘆した甄夫人は文帝に対して恨み言を述べた。これが文帝の勘気に触れ、同2年（221年）6月に死を賜った。

## 没後
甄氏の没後、曹叡は一時に平原侯に降格され、さらには後継者として扱われることがなかったが、曹丕の病が重篤になると、皇太子に指名された。曹叡の即位後、生前に位の低かった母の名誉を回復して、皇后を追贈し、「その英知によって世を啓蒙した」との意味をこめて「昭」という諡を贈った。また、母の一族に厚遇を与え、甄氏の甥の甄像を伏波将軍に任命し、甄家の男子を列侯に採り立てた。太和4年（230年）に改葬し、朝陽陵とした。現在も河南省安陽市北関区柏荘鎮霊芝村に「甄皇后陵」と呼ばれる高さ2mの塚が残っている。

## 人物
正史には甄氏の容姿の描写はないが、後世には洛水の女神である洛嬪のイメージと重なって、さらに曹操と曹植に慕われているという伝説（ただし、その史実性については不明である）が加わり、いわゆる傾国の美人になった（下述）。小説『三国志演義』では、「玉肌花貌（肌は玉の如く、美貌は花の如し）」の美人として描かれる。

### 逸話
- 蛇を飼い、その動きを観察して奇抜な髪型を作った、その髪型は毎日変化し、「霊蛇髻」と呼ばれた（『采蘭雜誌』）。
- 姑の卞夫人との関係は良好であったといわれている。曹操が孫権を討伐する時、卞夫人・曹丕や曹叡は皆従ったが、甄氏は鄴に留まった。大軍が還ると、卞氏は甄氏の顔色が豊盈なのを見て怪しみ、「あなたは子供と別れること久しく、顔色が更めて盛んなのはどうしてでしょう？」と問うと、甄氏は「叡は夫人に随っているのだから、私が何を憂えましょう」と笑って答えた。卞氏が病気になると、甄氏は姑の事を気懸かりに思い泣き続けたため、その事を知った卞氏は「何と親孝行な娘でしょう」と感嘆した。
- 曹丕が妻の任氏を廃しようとした時、甄氏は 「任氏は名門で、徳・容色では私達で及ぶ者はおりません。どうして放遣するのです？」 。曹丕は「任氏の性は短気で婉順ではなく、前後に亘って私を忿らせること一度ではない。だから放遣するのだ」と言った。甄氏は 「私が敬遇の恩を受けているのは衆人が知っており、任氏が放出されれば、必ずや私に由来すると謂われましょう。上は私心を現したとの譏りを生じる懼れがあり、下は寵愛を専らにしたとの罪を受けましょう。どうかご留意を！」と固く請うたが、曹丕は聞き入れなかった。
- 宴席の場で、曹丕が甄氏に命じて挨拶させた時、座中の人々が平伏する中、劉楨だけは彼女を平視した。そのことで劉楨は曹操に不敬を問われ、懲役に処せられる。
- 甄氏が死ぬ時、文帝は青い気が地から立ち昇って天まで繋がるという夢を見たので、それを周宣に尋ねた。それに対して周宣は「天下のどこかで高貴な身分の女性が、冤罪のために死ぬことになるでしょう」と答えた。この時既に文帝は甄氏に死を賜う璽書を使者に届けさせており、これを聞いた文帝は後悔して、その使者を追わせたが、結局間に合わなかったという（『三国志』魏書周宣伝）。また『漢晋春秋』によれば、甄氏の死後、曹丕はその遺体に対して、整えられていた髪を掻き乱してその口に糠を詰め込み、棺桶にも入れずに葬った、としている。
- 後世において、民間では神格化されて水仙の花神として祀られる。

### 伝説
- 『文選』李善注は、曹植の代表作『洛神賦（中国語版）』のモデルが甄氏であるとする『感甄記』なる物語を引用している。それによれば、曹植は甄氏を思慕していたが、曹操の命により自らと一緒にはなれなかった。甄氏の死後、曹植の想いを知っていた文帝は、甄氏の枕を与えて曹植を慰めた。洛水の畔に宿営した曹植が枕を使って寝ていると、夢に甄氏が現れ曹植に対する思慕の念を伝えた。曹植は悲喜の念に堪えられず、ついに「感甄賦」を作った。後に曹叡が「洛神賦」と改名したという。
  - 兄や姉の名が残っているものの、彼女自身の名は記されていない。この物語は後世広まり、現在でも粤劇（中国語版）などの題材となっている。これらの劇では、『洛神賦』に因んで甄氏の名を「甄宓」･「甄洛」などとしている（「宓」は伏羲氏の女である宓妃のこと。洛水で溺死し、女神になったといわれる）。
- 『尭山堂外記』は、鄴城に入った曹操は甄氏を呼び寄せるが、曹丕が既に袁紹の屋敷に行ったと聞いて、「今年敵を破ったのは彼女を手に入れるためだ」と感嘆したという。

## 曹叡の出生に関して
『三国志』魏書明帝紀には、明帝が景初3年（239年）に36歳で崩御したと記されており、逆算すると生年が建安9年（204年）となることを挙げ、『三国志集解』の著者盧弼は、曹叡が文帝から特に冷遇されたことなども傍証に挙げた上で、曹叡の実父は文帝ではなく、甄氏の前夫の袁煕ではないかと主張している。
この説に従えば、曹操が冀州を攻め落とし、曹丕が袁煕の妻であった甄氏を略奪した時点で、後の曹叡は袁煕の子として既に世に生を受けており、曹丕はその子を（冷遇しつつも）養子として養育した、となる。
ただし一般には『三国志』魏書明帝紀の没年齢が誤りだと解釈されており、例えば『三国志』の注釈者裴松之は明帝の没年齢は34が正しいと主張している。この場合、明帝の父は文帝で問題ないことになる。